# Schwabenhof (Gemeinde Neutal)
Schwabenhof (ungarisch Nemestelek, Kukerics) ist ein Ortsteil der Gemeinde Neutal im Bezirk Oberpullendorf im Burgenland in Österreich. Bis zu seiner Eingliederung in die Gemeinde Neutal in den 1930er Jahren, war Schwabenhof eine eigenständige Gemeinde.

## Geografie
Schwabenhof liegt im Stooberbachtal im Mittelburgenland, heute im nördlichen Teil der Gemeinde Neutal, zwischen einem Hang und dem Stooberbach eingebettet. Nördliche Nachbargemeinde Schwabenhofs war Markt Sankt Martin.

## Ortsname
Ältere Schreibweisen des Ortsnamens sind „Edelhof“ (deutsch) und „Kukerics“ (ungarisch).
Der Ortsname „Schwabenhof“ hat vermutlich keinen Zusammenhang mit den Schwaben. Das Hinterglied „-hof“ deutet auf die Ortsentwicklung um einen Gutshof eines Adeligen hin.

## Geschichte
Der Ort wurde als deutsche Siedlung im 18. Jahrhundert gegründet und teilte, bis 1921 im Königreich Ungarn liegend, die wechselvolle Geschichte von Ungarn.
1846 wurde es als „ein der adeligen Familie Nagy gehöriges, nach St. Martin eingepfarrtes deutsches Dorf mit 14 Häusern und 104 Einwohnern“ beschrieben.
Ab 1921 war Schwabenhof Teil des Burgenlandes und teilt somit die jüngere Geschichte Österreichs.
Im Jahr 1931 wurde Schwabenhof, trotz Ablehnung des Neutaler Gemeinderates, in die Gemeinde Neutal eingemeindet.

## Sehenswürdigkeiten
- Schwabenhofer Kirche (Rosalienkapelle)

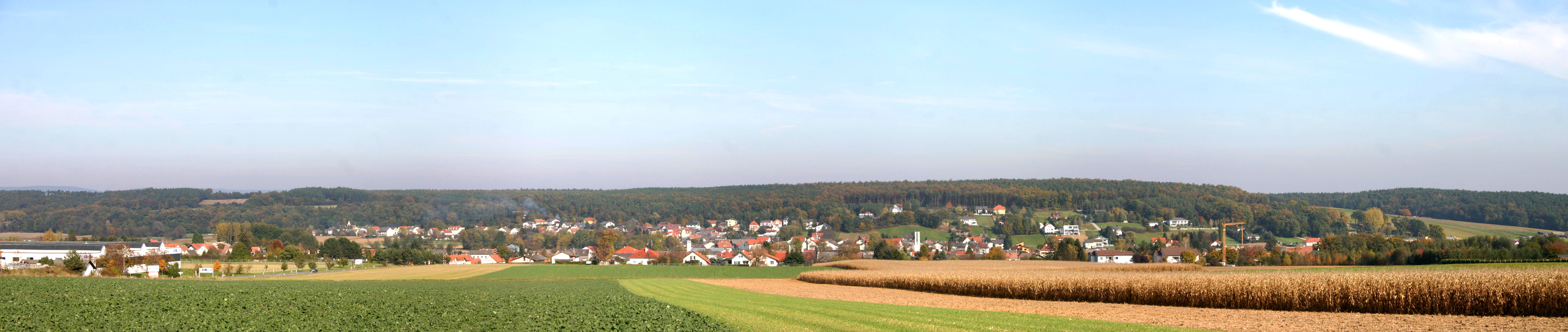
Panorama von Neutal – aus südwestlicher Richtung gesehen – Schwabenhof ist Mitte links im Bild zu sehen

- Schwabenhofer Friedhof